# Дозрівання афінності антитіл
В імунології дозрівання афінності (спорідненості) — це процес, за допомогою якого В-клітини, активовані TFH-клітинами, виробляють антитіла з підвищеною спорідненістю до антигена під час імунної відповіді. При повторному впливі одного і того ж антигена хазяїн вироблятиме антитіла послідовно більшої спорідненості. Вторинна імунна відповідь може викликати появу антитіл з у кілька разів більшою спорідненістю, ніж при первинній відповіді. Дозрівання афінності в основному відбувається на поверхневому імуноглобуліні В-клітин зародкового центру і є прямим результатом соматичної гіпермутації (SHM) і селекції ТFH-клітинами.

## In vivo
Вважається, що процес включає два взаємопов’язаних процеси, що відбуваються в зародкових центрах вторинних лімфоїдних органів:
1. Соматична гіпермутація (SHM): мутації у варіабельних, антигенозв’язувальних кодуючих послідовностях генів імуноглобулінів, відомих як ділянки, що визначають комплементарність (CDR). Швидкість мутацій у лімфоцитах до 1 000 000 разів вище, ніж у клітинних лініях поза лімфоїдною системою. Хоча точний механізм SHM досі не відомий, обговорювалася головна роль цитидин-деамінази індукованої активацією (AICDA). Підвищена частота мутацій призводить до 1-2 мутацій на кожну CDR і, отже, на кожне покоління клітин. Мутації змінюють специфічність та спорідненість (афінність) отриманих антитіл.[2] [3]
2. Клональний відбір: В-клітини, які зазнали SHM, повинні конкурувати за обмеженими ресурсами росту, включаючи доступність антигенних і паракринних сигналів від TFH-клітин. Фолікулярні дендритні клітини (ФДК) зародкових центрів презентують антиген В-клітинам, а їх потомство з найвищою спорідненістю до антигена, отримавши конкурентну перевагу, є сприятливим для позитивного відбору, що веде до його виживання. Позитивний відбір заснований на стійкій перехресній взаємодії між TFH- клітинами та їх спорідненими антигенопрезентувальними B-клітинами зародкового центра. Оскільки в зародковому центрів перебуває обмежена кількість ТFH-клітин, з ними стабільно зв'язуються лише висококонкурентні В-клітини і таким чином саме вони отримують сигнали виживання, залежні від Т-клітин. Нащадки В-клітин, які зазнали SHM, але зв’язуються з антигеном з нижчою спорідненістю, не будуть витримувати конкуренцію та будуть видалені. Протягом кількох раундів відбору отримані в результаті антитіла матимуть ефективно підвищену спорідненість до антигену.[3]

## In vitro
Як і природний прототип, дозрівання афінності in vitro засноване на принципах мутації та відбору. Дозрівання спорідненості in vitro успішно використовується для оптимізації антитіл, фрагментів антитіл або інших пептидних молекул, таких як миметики антитіл. Випадкові мутації всередині CDR викликаються за допомогою радіації, хімічних мутагенів або ПЛР, схильної до помилок. Крім того, генетичне різноманіття можна збільшити шляхом перетасування ланцюга. Два або три раунди мутації та відбору з використанням таких методів відображення, як фаговий дисплей, зазвичай призводять до появи фрагментів антитіл зі спорідненістю в низькому наномолярному діапазоні.